# Fushan, Yantai
Fushan är ett stadsdistrikt i Yantai i Shandong-provinsen i norra Kina.